# Dimitri Ivanovitsj van Rusland

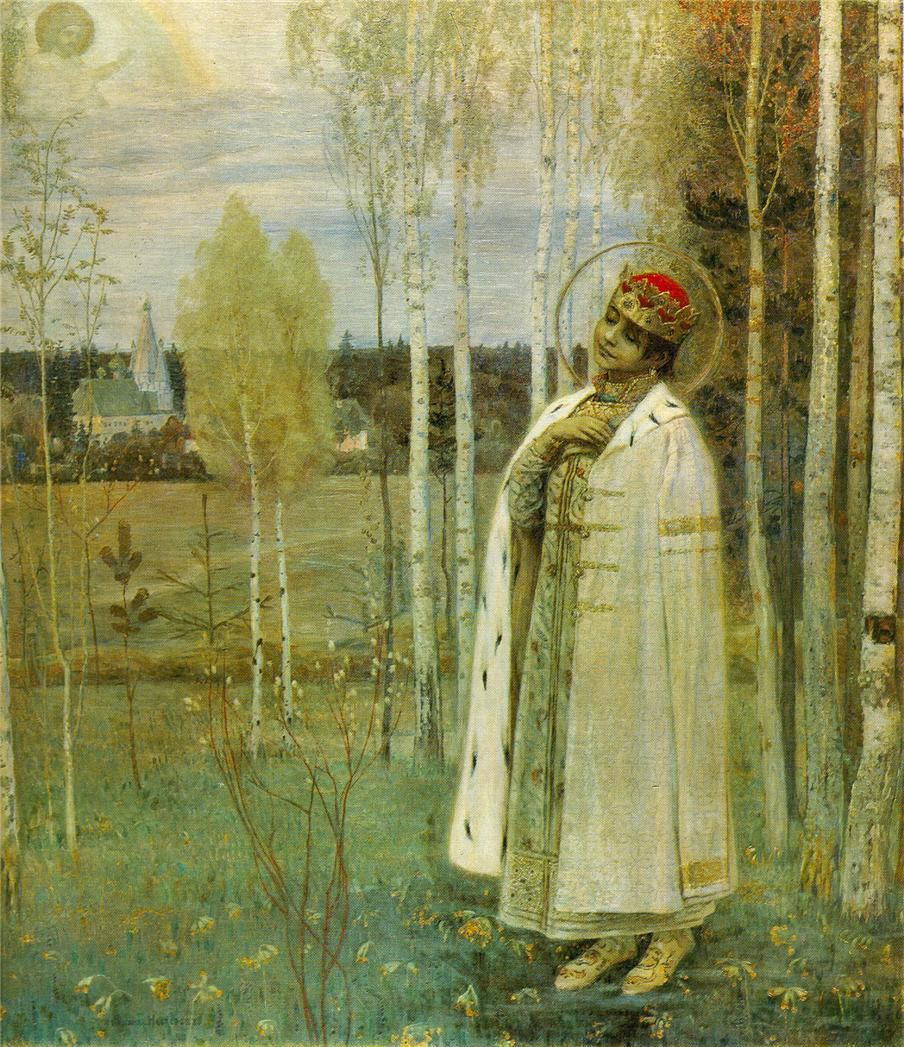
Dimitri Ivanovitsj, in 1899 geschilderd door Michail Nesterov

Tsarevitsj Dimitri Ivanovitsj ook bekend onder de namen Dimitri van Oeglitsj en Dimitri van Moskou (Russisch: Дмитрий Иванович, Дмитрий Угличский, Дмитрий Московский) (Moskou, 19 oktober 1581 - wrsch. Oeglitsj, 15 mei 1591) was de zoon van Ivan de Verschrikkelijke met diens zevende vrouw Maria Nagaja.

## Levensloop
Het kind was slechts twee jaar oud toen zijn vader stierf en zijn halfbroer Fjodor I de troon besteeg. Fjodor was verstandelijk gehandicapt en liet daarom de staatszaken over aan zijn zwager Boris Godoenov. Godoenov besloot al gauw om Dimitri samen met zijn moeder te verbannen naar het stadje Oeglitsj.
Hier werd de tsarevitsj op 15 mei 1591 teruggevonden met opengesneden keel. Volgens de autopsie in opdracht van Godoenov zou de tsarevitsj terwijl hij met een mes speelde een epilepsieaanval hebben gehad en zichzelf onbedoeld om het leven hebben gebracht. Duidelijk is in ieder geval dat zijn dood Godoenov goed uitkwam.
Na de dood van Fjodor in 1598 werd Godoenov tsaar. Tijdens zijn regeerperiode staken allerlei geruchten de kop op dat Dimitri nog zou leven. Verscheidene valse Dimitri's hebben geprobeerd in te spelen op deze geruchten om de troon op te eisen.